# Хургин, Александр Зиновьевич
Александр Зиновьевич Хургин (род. 28 октября 1952 года, Москва) — украинский русский писатель.

## Биография
Родился 28 октября 1952 года в Москве, в еврейской семье. Родители — Зиновий Айзикович и Татьяна Львовна Хургины — врачи. Окончил Днепропетровский горный институт (1974). До 2003 года жил в Днепропетровске (Украина). Сейчас проживает в Хемнице, Германия.

## Творчество
Автор российских и украинских литературных журналов: «Знамя», «Дружба народов», «Октябрь», «Новый мир», «Юность», «Огонёк», «Литературные записки», «Магазин Жванецкого», «Новый очевидец», «Радуга», «Фонтан», «ШО», «Фабула» и др. В Германии публиковался в журнале «Партнёр» (Дортмунд) и в еженедельнике «Freitag» (Берлин), переводы на немецкий.
Автор десяти книг прозы, выходивших в библиотеке журнала «Огонёк» («Лишняя десятка», 1991, ISSN 0132-2095), в Московских издательствах «Вагриус» («Ночной ковбой», 2001, ISBN 5-264-00714-4), «МК-Периодика» («Бесконечная курица», 2002, ISBN 5-94669-020-5), «Зебра Е» («Кладбище балалаек», 2006, ISBN 5-94663-217-5), «ПрозаиК» («Целующиеся с куклой», 2009, ISBN 978-5-91631-007-8), в американском издательстве «Franc-Tireur» («Избранное», 2011, ISBN 978-1-257-79156-9).
Участник антологий: «Вагриус-проза 1992—2002» (Москва, «Вагриус», 2002), «Проза новой России» (Москва, «Вагриус», 2003), «Современная русская проза» (Москва, «Захаров», 2003), «Афористика и карикатура» (Москва, «Эксмо», 2003), «Rußland. 21 neue Erzähler» (München, «DTV», 2003), «La prose russe contemporaine» (Paris, «Fayard», 2005), «Tema Lezarva» (Budapesht, «Gabo», 2005), «Cuentos rusos» (Madrid, «Siruela», 2006), «Liebe auf Russisch» (Berlin, «Ullstein», 2008), «Антология любви» (Москва, «Захаров», 2008), «Книга, ради которой объединились писатели, объединить которых невозможно» (Москва, «Эксмо», 2009), «Life Stories» («Stories for good», Montpelier, США, 2009), «From Russia with Love» (Bucureşti, «Grupul Editorial ART», 2009).